# Бранок
Бранок — колишнє селище в Україні, Семенівському районі Чернігівської області. Підпорядковувалось Жадівській сільській раді.
Розташовувалося за 2 км на захід від Жадового, на висоті 170 м над рівнем моря. 
27 серпня 2005 року Чернігівська обласна рада зняла село з обліку.